# 国会開会式

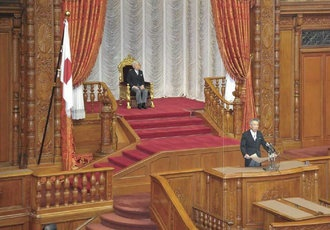
第183回国会開会式にて天皇明仁の臨席の下、式辞を述べる衆議院議長伊吹文明（平成25年1月28日）

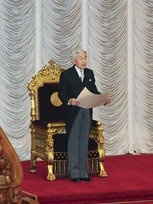
第177回国会開会式にて、式辞に引き続いておことばを述べる天皇明仁（平成23年1月24日）

国会開会式（こっかいかいかいしき）とは、日本の国会の召集ごとに行われる開会を記念する式典。正式には、開会式とのみ呼ばれる。

## 概要
国会は召集後の早い時期に参議院本会議場において、国事行為として国会召集を行う天皇もしくはその名代（一般には国事行為臨時代行）の臨席のもとで、衆議院議長が主宰して開会式を行う。

なお、開会式の日時及び場所は、衆参両院の議長が協議して定めるものとされており、特に法律や規則で定められている訳ではない（衆議院規則第19条及び参議院規則第21条）。そのため、開会式は必ずしも召集当日に行われる必要はなく、開会式の前に内閣総理大臣が施政方針演説（政府四演説）や所信表明演説を行っても何ら問題はない。2日目以降に行われる例や、冒頭解散により開会式が行われなかった例も多い。ちなみに帝国議会の時代には召集日に議員が集まり､ 議長選挙､議員の議席や部属の決定等がなされたのち、天皇から開会の詔勅が発せられ､ そこで指定された日に天皇が親臨して開院式が行われた (親臨しないこともあった)｡ 即ち召集､議長選挙等の議院の構成､ 開院式の３段階を踏むことによって議会は開会された｡ そして開院式を会期の初日としていた｡ 即ちこの日を以って議会は権能を有することになっていた｡

### 玉座と議員の座席
東京府東京市麴町区（現・東京都千代田区）永田町に1936年（昭和11年）に完成した国会議事堂では、貴族院本会議場にのみそのための玉座が設けられた。貴族院廃止と入れ替わりに設置された参議院は貴族院の議場を引き継いだため、開会式は参議院本会議場で行われる慣わしとなり、21世紀の現在まで受け継がれている。
開会式には衆議院議員と参議院議員が参議院本会議場に一様に集まるが、席が足りないため、入りきらない議員は2階席に集められたり立席の場合もある。傍聴席となっている2階席も使用することや、会議ではなく式典であることから、一般人が傍聴することはできない。開会式前には、衆議院議員と参議院議員、および事務局と法制局の職員が正門前に整列し、天皇の出迎えをするのが恒例となっている。

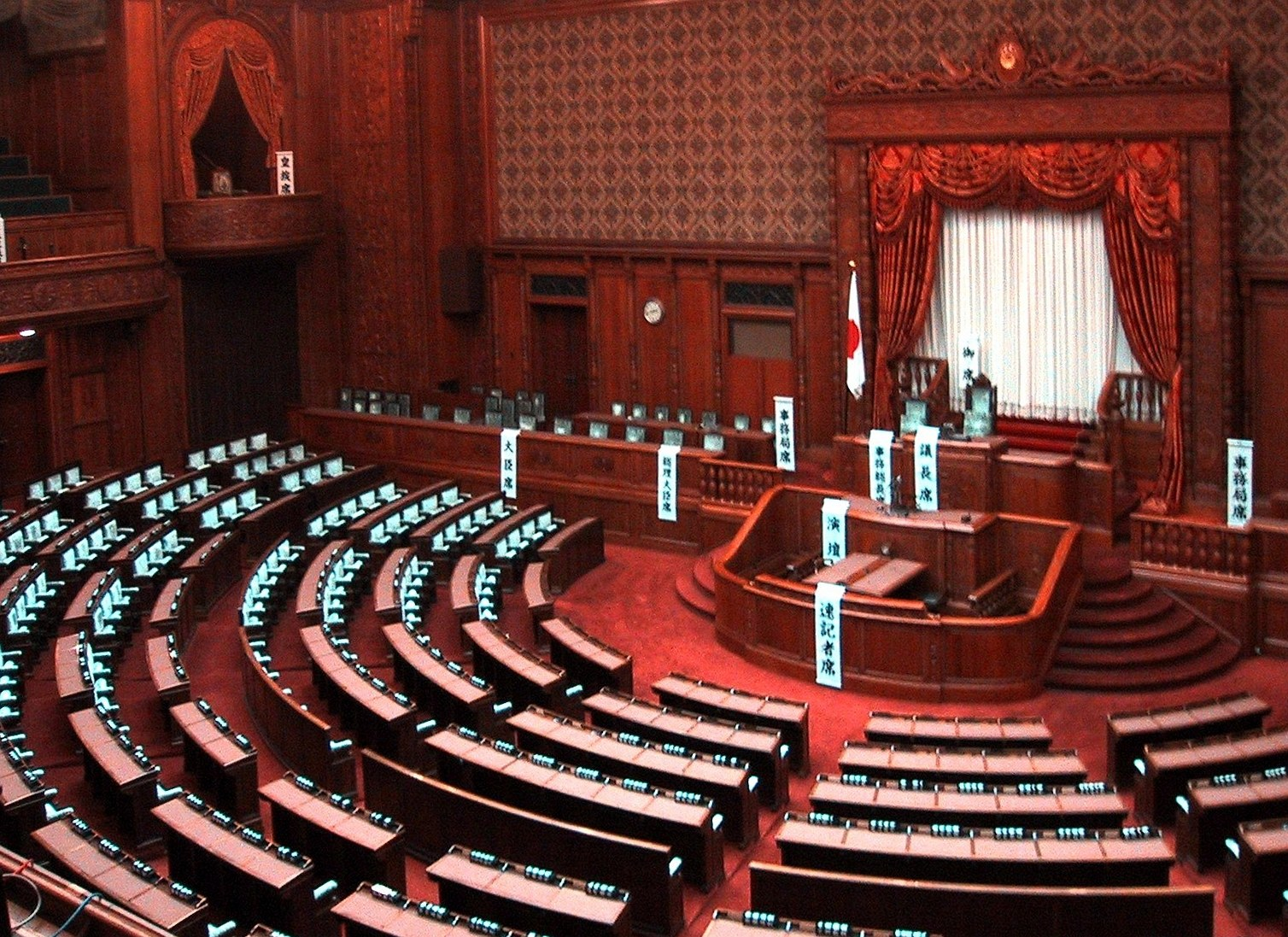
通常時の参議院本会議場。開会式では演壇以外の壇上の机と席が取り払われ、御席のカーテンが開いている。

開会式の際には議長席や事務総長席、大臣席、事務局席が机ごと取り払われ、押しボタン投票機の表示装置は隠され、天皇の着座する「お席」の前が広く開いた形となっている。「お席」は議長席のあった場所の背面上方に位置し、普段は白いカーテンにより議場と仕切られている。

### 参列者
参列者は両院議員の他、議員でない国務大臣を含む内閣構成員、最高裁判所長官、会計検査院長である。

なお、議員の中でも日本共産党所属の議員は大東亜戦争（太平洋戦争・第二次世界大戦）終結後に党活動が合法化され、現在の国会に議員を送り込むようになってから21世紀になるまで一貫して参列してこなかった。その理由について、第2代議長宮本顕治の時代には「以前の帝國議会の儀式を引き継ぐもので、また天皇の『おことば』に政治的な内容が含まれており、憲法の国事行為から逸脱するもの」であると現行開会式の位置づけを批判し、「憲法と国民主権の原則を守る立場」上開会式には参列できないと説明していた。しかし、第5代委員長志位和夫は「天皇の儀礼的、形式的な発言が慣例として定着した」として、天皇が高い席から「おことば」を述べる点を批判しつつも、2016年（平成28年）の第190回国会（常会）より69年ぶりに一部議員を出席させることとし、現在に至っている。

### 進行
参列者が起立する中で、天皇は閣僚席のあった場所の後方から入場し、「お席」前方の階段を登って着座する。ここでまず衆議院議長が演壇より議場に向かって式辞を述べたあと、天皇が「お席」から議場に向かって「おことば」を述べる。「おことば」は天皇の公的行為とされ、閣議決定されており、国政に関する権能を有しない天皇の立場を踏まえ党派色を排したものとなっており、天災被害への言及など一部の例外を除き、毎回同じ文章となっている。天皇が読み上げる「おことば書」は、ミツマタの木を主材として、国立印刷局が製造した手すきの紙が用いられ、宮内庁の文書専門員が毛筆で書いている。
こののち衆議院議長が「お席」まで階段を登り、「おことば書」を受け取った後に、進行方向に対して後ろ向きの姿勢で階段を降りる。『カニの横ばい』とも通称されるこの所作は身体が健常でない者にとっては困難なこともある。
開会式は、天皇が入場時と同じ扉から退場して終了となる。

## 逸話
- 1948年（昭和23年）の第2回国会の開会式では、初代参議院副議長松本治一郎（日本社会党）が昭和天皇に対する礼式を拒んだ「カニの横ばい拒否事件」が起きている。

- 第63代議長福永健司（在任期間：1983年12月28日 - 1985年1月24日）は身体の衰えからリハーサルで『カニの横ばい』を行えず、議長辞職に発展した。また、第78代議長細田博之も、体調不良により入退院を繰り返し第212臨時国会の開会式に出席できないとして、議長を辞職。細田は2023年（令和5年）11月10日に議員在職のまま死去した。

- 細田の後任の第79代衆議院議長額賀福志郎は、2023年10月20日に行われた第212臨時国会の開会式で、式辞を述べた後原稿を持って一度退出しなければならないところ、間違えて天皇徳仁に原稿を献上するミスを犯した[5]。